# Mërtur
Mërtur – wieś położona w północnej części Albanii w gminie Iballë. Wieś znajduje się 101 kilometrów od stolicy państwa, Tirany.

## Demografia
Według spisu ludności z 1989 roku we wsi Mërtur mieszkało 543 mieszkańców.